# Stenocercus fimbriatus
Stenocercus fimbriatus — вид ігуаноподібних ящірок родини Tropiduridae. Мешкає в Амазонії.

## Поширення і екологія
Stenocercus fimbriatus мешкають в Бразильській Амазонії, а також на сході Перу і півночі Болівії. Вони живуть у вологих рівнинних тропічних лісах, серед опалого листя. Відкладають яйця.